# Amada Amante
Amada Amante (Eng: Beloved lover) is een Braziliaanse komische film uit 1978.

## Verhaal
Na een hele tijd door te brengen in São Paulo, besluit Augusto te verhuizen naar Rio de Janeiro voor zijn werk. Hij trekt in bij zijn secretaresse maar houdt dit geheim. Ondertussen beginnen de kinderen ook nieuwe relaties te krijgen. Wanneer zijn vrouw dit ontdekt, splitst de familie.

## Rolverdeling
| Acteur             | Personage |
| ------------------ | --------- |
| Neuza Amaral       | Tide      |
| Malu Brandão       |           |
| Sandra Bréa        | Fátima    |
| Simone Carvalho    | Míriam    |
| Sandra Castro      |           |
| Cláudio Cunha      |           |
| Rogério Fróes      | Augusto   |
| Luis Gustavo       | Tuca      |
| Carlos Imperial    |           |
| Ana Maria Kreisler |           |
| Maurício Lessa     |           |
| Miriam Nascimento  |           |
| Petty Pesce        |           |
| Fernando Reski     |           |